# Долина на смъртта
 Тази статия е за долината в Съединените щати.  За националния парк вижте Долина на смъртта (национален парк).  
Долината на смъртта (на английски: Death Valley) е междупланинска пустинна долина в Източна Калифорния, в северната част на пустинята Мохаве, между хребетите Амаргоса на изток и Панаминт на запад. Дължината ѝ от север на юг е 225 km, а широчината – от 8 до 24 km.
Това е най-горещата и безводна област на Земята, както и най-ниското място на Северна Америка с надморска височина -86 m. В долината е регистрирана и най-високата надеждно измерена температура на въздуха на планетата – 56,7 °C. Средногодишното количество на валежите в Долината на смъртта е 60 mm.
Долината на смъртта обхваща основната част от националния парк „Долина на смъртта“. Названието ѝ е свързано с гибелта през 1849 г. на група златотърсачи от недостиг на вода.